# Fallbeileffekt
Von einem Fallbeileffekt (auch Fallbeil-Effekt) ist oftmals die Rede, wenn die Festsetzung eines arithmetischen Werts (einer Zahl oder einer Quote) dazu führt, dass sich eine Situation bei Überschreiten oder Unterschreiten dieses Wertes schlagartig ändert. Von Fallbeileffekten ist in Deutschland vor allem im Zusammenhang mit der Berücksichtigung von Wählerstimmen sowie mit Altersgrenzen bei politischen Wahlen und im Zusammenhang mit dem Steuerrecht die Rede. 
Vom Fallbeileffekt betroffene Parteien verpassen den Einzug in ein bestimmtes Parlament. Sie verlieren durch einen Mangel an Wählerstimmen auch unabhängig davon, ob sie in dem betreffenden Parlament vertreten sind, Ansprüche auf finanzielle Vergünstigungen (in Form der Freistellung von Zahlungspflichten oder des Erhalts staatlicher Zuschüsse). Die Kandidaten der vom „Fallbeileffekt“ betroffenen Partei verlieren durch dieses die Chance, Mitglied des Parlaments zu werden. Wie ein „Fallbeil“ wirken im politischen Prozess auch Bestimmungen über das Höchstalter eines Kandidaten für ein Spitzenamt in einer Gebietskörperschaft: Wer auch nur wenige Tage „zu alt“ ist, dem wird das passive Wahlrecht vorenthalten.
Im Steuerrecht kann z. B. die geringfügige Überschreitung eines Höchstwerts zum Verlust des Anspruchs auf Leistungen des Staates (z. B. die Zahlung von Kindergeld) im gesamten betreffenden Kalenderjahr führen. Besonders betroffen von diesem Effekt waren in Deutschland bis 2011 Eltern volljähriger Auszubildender oder Studierender.

## Fallgruppen

### Wahlen

#### Berücksichtigung von Wählerstimmen nach dem Verhältniswahlrecht
Ein Beispiel für einen Fallbeileffekt stellen Sperrklauseln bei Wahlen nach dem Verhältniswahlrecht dar. Dabei wird der Einzug einer Partei oder Wählergemeinschaft in das Parlament einer Gebietskörperschaft von der Erreichung eines bestimmten Anteils an den gültigen Wählerstimmen für die betreffende politische Vereinigung abhängig gemacht. So verfehlen etwa Parteien, die in einem System mit einem reinen Verhältniswahlrecht (ohne die Chance, Direktmandate zu erringen) 4,99 Prozent der Stimmen für sich erzielen, den Einzug ins Parlament, wenn das Wahlrecht eine Fünf-Prozent-Hürde vorsieht. Die Folge ist, dass alle Kandidaten der betreffenden Partei bei der Mandatsverteilung nicht berücksichtigt werden. Bei der Landtagswahl in Thüringen, die am 27. Oktober 2019 stattfand, stand erst am 7. November 2019 fest, dass die FDP bei der Wahl 73 Stimmen mehr erhalten hat (= 0,0066 Prozent der Stimmen), als sie für den Einzug in den Thüringer Landtag benötigte (5 Prozent der Stimmen).
Sperrklauseln wirken sich auf das Wählerverhalten aus. Viele Wähler glauben, dass sie ihre Stimme verschenken, wenn sie die eigentlich von ihnen präferierte Partei x wählen, da diese Partei nicht die für einen Einzug in die Volksvertretung erforderliche Stimmenzahl erreichen werde. Entsprechende Prognosen des Wahlausgangs wirken oft nach Art einer sich selbst erfüllenden Prophezeiung. Während in Österreich die Wirksamkeit anderer Effekte, die das Wählerverhalten beeinflussen, als unsicher gilt, gilt die Effektivität des Fallbeileffekts dort als Faktum. Antretende Listen, denen prognostiziert werde, dass ihnen der Einzug ins Parlament mit Sicherheit nicht gelingen werde, würden nach der Prognose noch weniger gewählt.
Eine drohende „Fallbeilsituation“ kann aber auch dazu führen, dass „gefährdete“ Parteien im Sinne einer selbstzerstörenden Prophezeiung Leihstimmen erhalten, mit deren Hilfe sie die Sperrklausel überwinden sollen.

#### Berücksichtigung von Wählerstimmen bei Direktwahlen von Inhabern politischer Ämter
Bei vielen Wahlen gibt es ein zweistufiges Verfahren: Im ersten Wahlgang treten mehr als zwei Kandidaten zur Wahl an; bei einer Stichwahl werden einige Zeit später nur die beiden Kandidaten der ersten Wahlrunde berücksichtigt, die die meisten Wählerstimmen auf sich vereinigen konnten. Das führt oft dazu, dass Wähler im ersten Wahlgang ihrem eigentlich präferierten Einzelbewerber nicht ihre Stimme geben, um die Chancen eines als „das kleinere Übel“ erscheinenden weiteren Kandidaten nicht zu beeinträchtigen, dem sie den Einzug in den zweiten Wahlgang zutrauen.
Wie bei der Wahl von Parteien besteht das „Fallbeil“ darin, dass „zu wenige Stimmen“ (hier: für einen Einzelkandidaten im ersten Wahlgang) dazu führen, dass dieser am zweiten Wahlgang nicht teilnehmen darf. Betrachten Wähler diesen Wahlausgang als wahrscheinlich, haben sie oft das Gefühl, durch die Wahl dieses Bewerbers „ihre Stimme zu verschenken“.
Ein ähnlicher Effekt (vollständige Nicht-Berücksichtigung „zu weniger“ Stimmen – im Extremfall einer Stimme weniger als der Sieger; in letztgenanntem Fall ist jeder, der den Zweitplatzierten nicht gewählt hat, „Auslöser des Fallbeils“, das diesen zum Verlierer macht) tritt in Parlamentswahl-Systemen mit einem reinen Mehrheitswahlrecht auf, in denen pro Wahlkreis genau ein Kandidat ein Mandat erhält und alle Abgeordneten im Parlament in ihrem Wahlkreis die meisten Wählerstimmen erhalten haben.

#### Ausschluss „zu alter“ Bewerber um ein politisches Amt
In einigen Ländern der Bundesrepublik Deutschland gibt es ein Höchstalter, das jemand nicht überschreiten darf, der für das Amt des direkt gewählten (Ober-)Bürgermeisters kandidiert. So durften 2011 am Tag der Wahl Kandidaten in Baden-Württemberg, Bayern, Niedersachsen, Rheinland-Pfalz, Sachsen, Sachsen-Anhalt und Thüringen nicht älter als 65 Jahre sein, in Hessen nicht älter als 67 Jahre. Ähnliches galt 2011 in einigen der Länder für Landratskandidaten. Zwischenzeitig wurde die Altersgrenze in einigen Ländern auf 67 Jahre angehoben.
Liegt bei einem möglichen Bewerber um das Amt eines kommunalen Hauptverwaltungsbeamten der „kritische“ Geburtstag innerhalb des Korridors möglicher beschließbarer Wahltermine, kann das „Fallbeil“ des Ausschlusses eines potenziellen Kandidaten vom passiven Wahlrecht von der Mehrheit des Stadt- oder Gemeinderats bzw. des Kreistags gezielt eingesetzt werden, indem ein Wahltermin nach diesem Geburtstag beschlossen wird. Nicht nur Amtsinhaber sind hiervon betroffen, da es nach der Wahl im Falle der Nicht-Wählbarkeit des Amtsinhabers auf jeden Fall einen Wechsel im Amt geben wird, was die Erfolgsaussichten der tatsächlich Kandidierenden erhöht.

### Freigrenzen im Steuerrecht
In der Terminologie des deutschen Steuerrecht gibt es den Begriff der Freigrenze. Freigrenzen haben zur Folge, dass z. B. zwar diejenigen, die ein Einkommen unterhalb der Freigrenze erzielen, keine Einkommensteuer zahlen müssen. Wenn sie jedoch die Freigrenze überschreiten, dann unterliegt ihr Einkommen vollständig der Steuerpflicht, einschließlich des zuvor nicht versteuerten Betrags unterhalb der Freigrenze.
Auch bei der Gewährung von Kindergeld an Eltern einer volljährigen Tochter oder eines volljährigen Sohnes in der Schul- oder Berufsausbildung gab es in Deutschland bis 2011 einen Fallbeileffekt. Bis zu diesem Jahr galt im deutschen Steuerrecht die Regelung, dass Eltern nur dann Anspruch auf Kindergeld für dieses Kind hatten, wenn dessen zu versteuerndes Einkommen einen bestimmten, jährlich neu festgesetzten Betrag nicht überschritt. 2011 lag die Höhe des „Fallbeilbetrags“ bei 8004 € pro Jahr. Lag das Einkommen des Kindes bei 8005 € oder mehr, verloren die Eltern vollständig den Anspruch auf Kindergeld für das Bezugsjahr. Seit 2012 wird allerdings in Deutschland nur noch der Status des Kindes, aber nicht mehr die Höhe seines Einkommens bei der Prüfung einer Anspruchsberechtigung berücksichtigt.
Das Bundesverfassungsgericht hält es für verfassungskonform, wenn sich der Gesetzgeber anstelle eines Freibetrags für das Instrument einer Freigrenze entscheidet, da „diese Regelung […] den Vollzug der betroffenen Norm durch die Finanzverwaltung erheblich“ vereinfache. Den Begriff Fallbeileffekt verwendet das Gericht in dem Urteil von 2010 nicht. Ausgelöst wurde das Verfahren vor dem BVerfG durch die Verfassungsbeschwerde eines Vaters, dessen Sohn im Jahr 2005 7684,34 € verdient hatte; die Freigrenze für einen Anspruch auf Kindergeld lag 2005 bei 7680 €.

## Herkunft des Begriffs und Kritik an seiner Verwendung
Der Begriff Fallbeileffekt knüpft an den Vorgang der Enthauptung von Menschen durch eine Guillotine oder durch andere Tötungsvorrichtungen an. Insofern, als es beim Wirksamwerden von „Fallbeileffekten“ als Metapher nicht um die Absicht geht, Menschen zu töten, ist der Begriff streng genommen eine Hyperbel.
Kurt Reumann war der erste, der im Zusammenhang mit der Fünf-Prozent-Klausel in der Bundesrepublik Deutschland den Begriff Fallbeil-Effekt benutzte.
Benutzer des Begriffs lösen die Konnotation aus, dass Fallbeileffekte „grausam“ seien, indem sich das Leben der von ihnen Betroffenen bei Anwendung einer Sperrklausel oder bei Überschreitung einer Freigrenze grundlegend ändere. Tatsächlich bedeuten aber z. B. 4,99 Prozent Zweitstimmen bei einer Wahl nicht das Ende der betroffenen Partei und nicht unbedingt das Ende der Karriere ihrer Bewerber um ein Parlamentsmandat. Auch „verarmen“ Eltern, die auf Kindergeld verzichten müssen, in der Mehrheit der Fälle nicht, zumal in dem vom BVerfG zu beurteilenden Fall dem volljährigen Sohn bescheinigt wurde, das Familienbudget durch die Höhe seines Einkommens erheblich entlastet zu haben.